# Bosvogeltje
Bosvogeltje (Cephalanthera) is een geslacht van planten uit de orchideeënfamilie.
Het geslacht werd in 1817 door de Franse plantkundige Louis Claude Richard beschreven. De naam is afgeleid van het Griekse κεφαλή cephalè = hoofd en ανθηρός anthèros = bloeiend en wijst er op, dat de helmknop er als een hoofdje uitziet. De wortelstokken zijn kort, kruipend, vertakt en sterk beworteld.
De grote, witte tot bijna violette bloemen kennen deels zelfbestuiving (cleistogamie).
Het geslacht kent veertien soorten. Het verspreidingsgebied strekt zich uit van Noord-Afrika, Europa, tot China en Japan. Een mycotrofe soort komt voor in het westen van de Verenigde Staten.

## Soorten

### Europa en Azië
- Kaukasisch bosvogeltje (Cephalanthera caucasica Krzl.)
- Kretenzisch bosvogeltje (Cephalanthera cucullata Boiss. & Heldr.)
- Bleek bosvogeltje (Cephalanthera damasonium (Mill.) Druce)
- Cephalanthera epipactoides Fischer & C.A. Mey.
- Cephalanthera kotschyana Renz & Taub.
- Koerdisch bosvogeltje (Cephalanthera kurdica Bornm.)
- Wit bosvogeltje (Cephalanthera longifolia (L.) Fritsch)
- Rood bosvogeltje (Cephalanthera rubra (L.) Rich.)
- Cephalanthera schaberi Baum.

### Azië
- Cephalanthera bijiangensis Chen
- Cephalanthera calcarata Chen & Lang

### Noord-Amerika
- Cephalanthera austinae (A.Gray) Heller

## Hybriden
- Cephalanthera × mayeri (Zimm.) Cam. 1929 (Cephalanthera damasonium × Cephalanthera rubra)
- Cephalanthera × otto-hechtii Keller 1930 (Cephalanthera longifolia × Cephalanthera rubra)
- Cephalanthera × schulzei Cam.& Berl. 1908 (Cephalanthera damasonium × Cephalanthera longifolia)

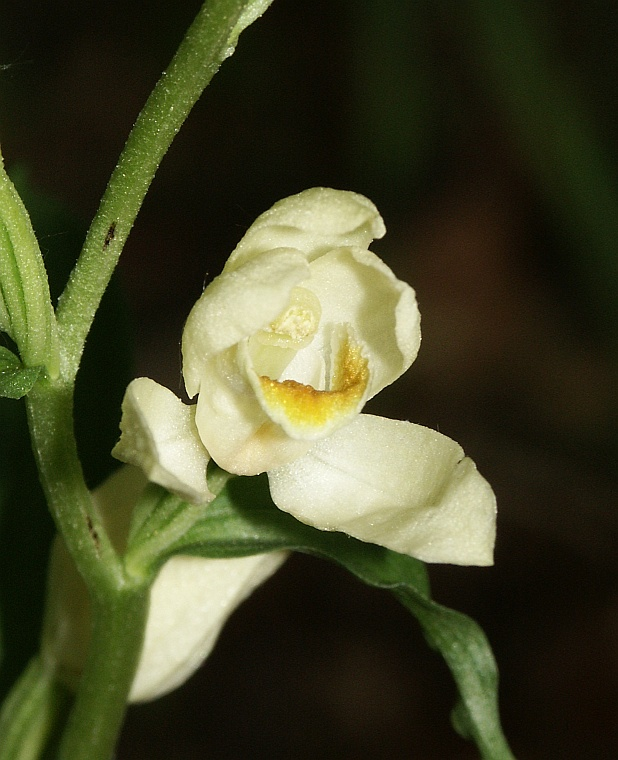
Cephalanthera damasonium
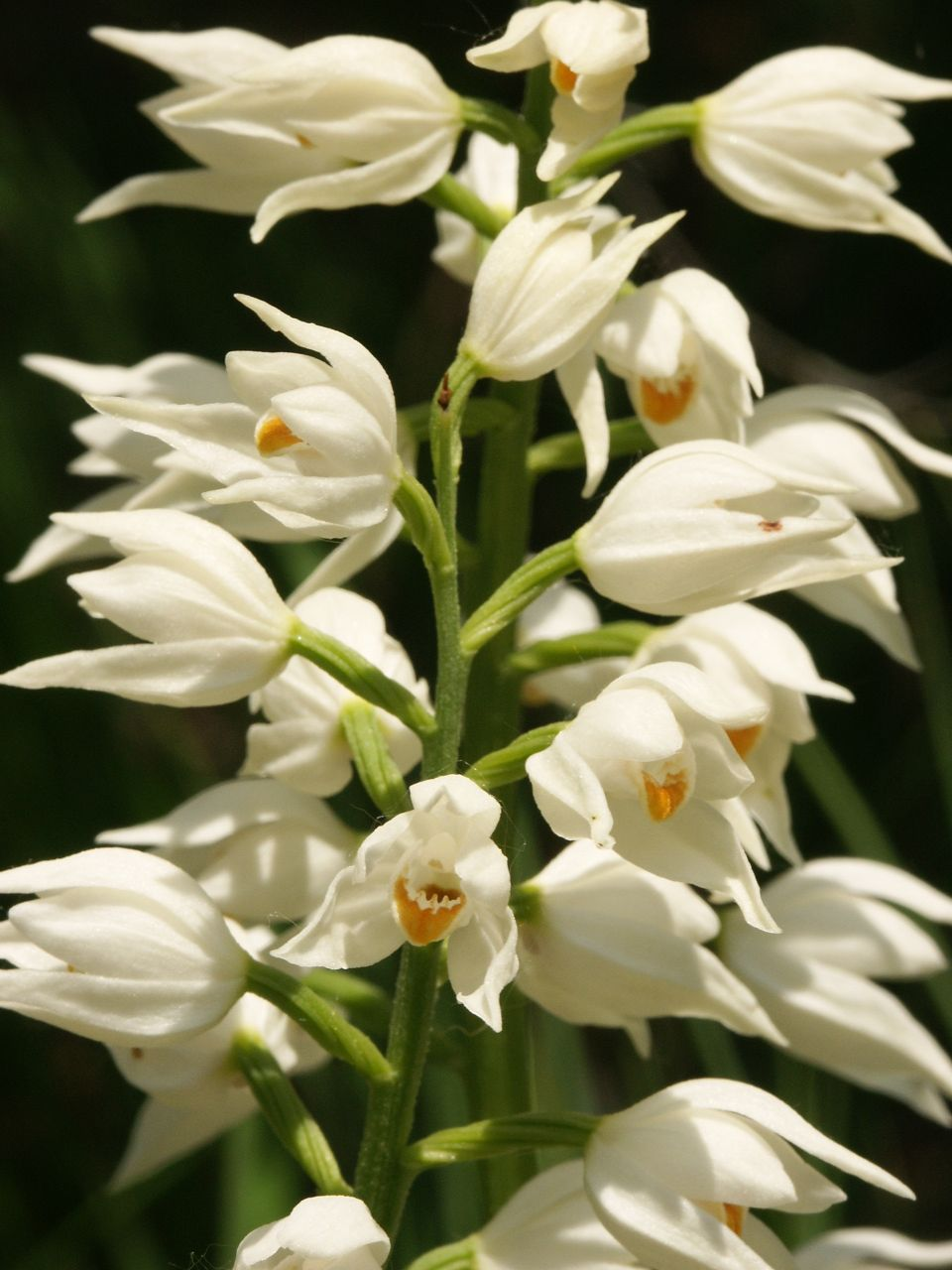
Cephalanthera longifolia
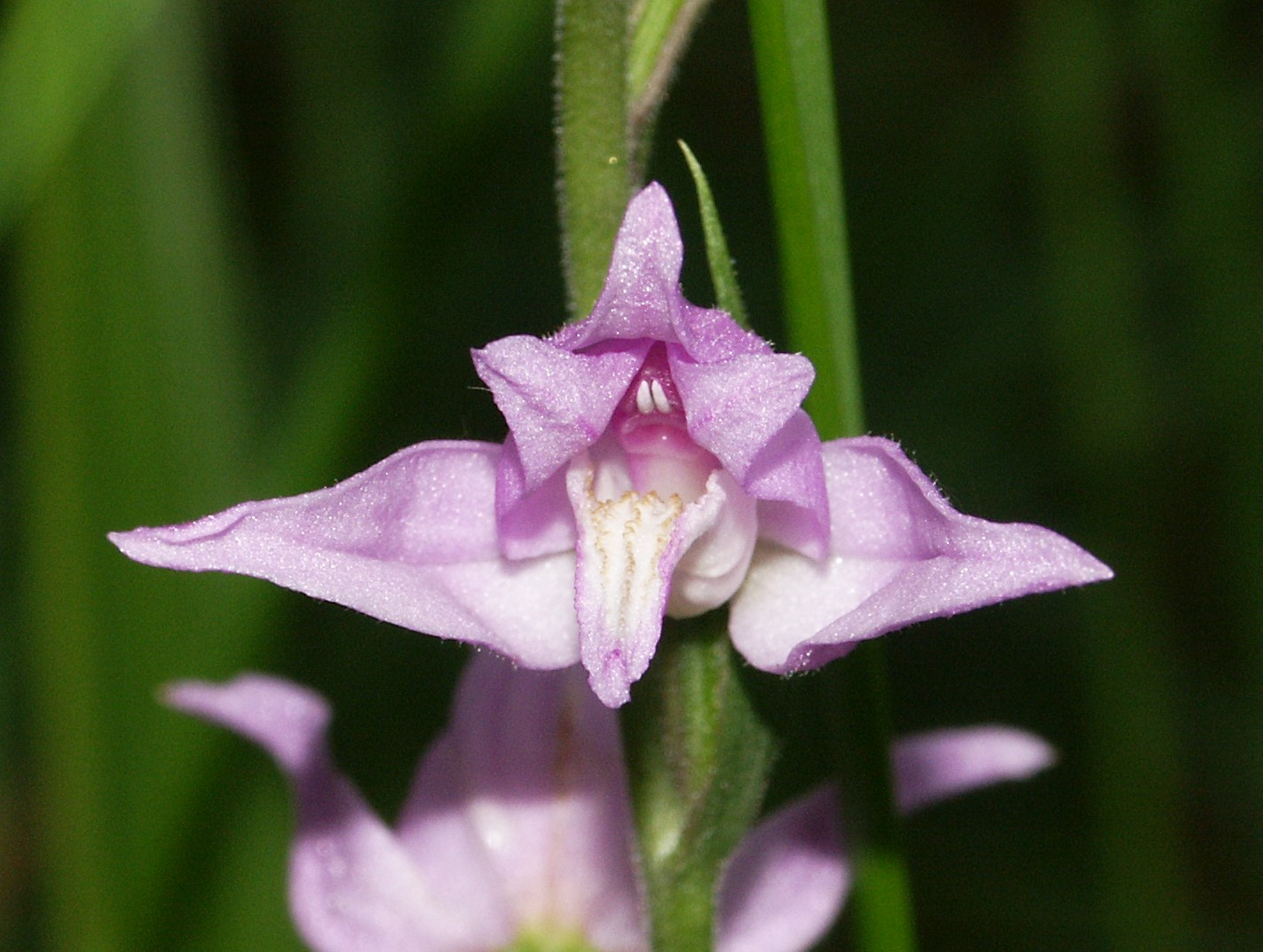
Cephalanthera rubra
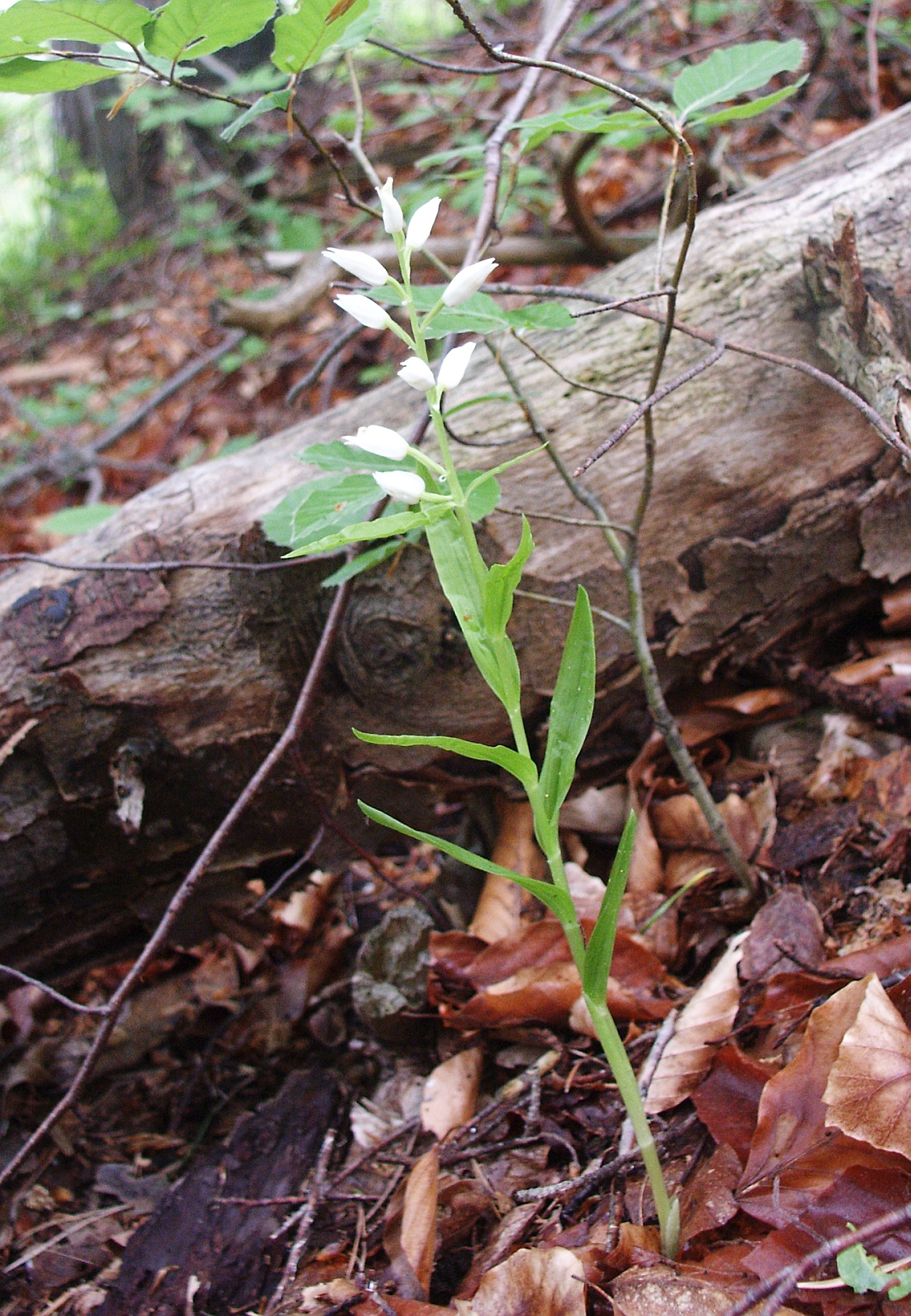
Cephalanthera × schulzei